# 车凌旺布 (卫拉特)
车凌旺布（17世纪—1728年），清朝卫拉特蒙古准噶尔部台吉，绰罗斯氏，高祖父墨尔根岱青是哈喇忽剌的儿子、巴图尔珲台吉的弟弟。
车凌旺布是丹津之孙都噶尔·阿喇布坦的长子。康熙四十一年（1702年）随父亲内附清朝，迁徙放牧在推河。尚郡主，被封为多罗额驸。康熙四十二年（1703年），袭封多罗郡王。雍正三年（1725年），到北京朝觐，雍正帝将他所部编旗分佐领，授札萨克。清廷将原属喀尔喀、准噶尔之乌梁海部落，由他和喀尔喀贝勒博贝分别统辖。他死後，其弟色布腾旺布继任札萨克，所部定为额鲁特前旗，屬齊齊爾里克盟。其子達木拜台吉後因被指诬陷朋素克而削爵，所部後迁往科布多成为总管旗。